# Acrotylus trigrammus
Acrotylus trigrammus är en insektsart som beskrevs av Bolívar, I. 1912. Acrotylus trigrammus ingår i släktet Acrotylus och familjen gräshoppor. Inga underarter finns listade i Catalogue of Life.